# Неййире Нейир
Неййире Нейир (псевдоним, имя при рождении Мюнире Эюп, имя после замужества Мюнире Эюп Эртугрул 1902 — 13 февраля 1943) — турецкая актриса театра и кино. Считается одной из первых мусульманок-актрис. Жена актёра и режиссёра Мухсина Эртугрула.

## Биография
Родилась в 1902 году в Константинополе. Окончила педагогический лицей для девочек там же, затем поступила в американский колледж для девочек, но не окончила его. Во время учёбы в колледже посещала театральный кружок.
В 1929 году вышла замуж за актёра и режиссёра Мухсина Эртугрула.
В октябре 1942 года был госпитализирована в связи с сильной болью в груди. 13 февраля 1943 года скончалась от болезни сердца. Похоронена на кладбище Зинджирликую.

## Профессиональная карьера
В 1923 году снялась в фильме «Огненная рубашка», снятом Мухсином Эртугрулом по одноимённому роману Халиде Адывар, действие которого происходило во время войны за независимость. Адывар, которая выступала за прав женщин и принимала участие в войне за независимость, заявила, что она согласится на экранизацию своего произведения только в том случае, если главную роль в фильме исполнит турецкая мусульманка. Во времена Османской империи мусульманкам запрещалось сниматься в кино по религиозным причинам, поэтому во всех фильмах, снятых в этот период, женские роли исполняли христианки или еврейки. На главную роль в фильме взяли жену друга Мухсина Эртугрула Бедию Муваххит. Для того, чтобы найти актрису на женскую роль второго плана было подано объявление в газету. Единственной кто откликнулся на него, стала Мюнире Эюп. Во время съёмок она использовала псевдоним Неййире Нейир. Вместе с Бедией Муваххит они стали двумя первыми мусульманками-актрисами Турции.
На следующий год Неййире Нейир сыграла в фильме Эртугрула «Трагедия в Девичьей башне». После недолгого период работы в театральной компании в Измире, она вернулась в Стамбул в 1924 году и присоединилась к театру Эртугрула. В последующие годы Неййире Нейир снималась, используя своё настоящее имя. Впрочем, намного чаще она играла в театре.
Писала статьи в созданном Эртугрулом в 1930 году журнале «Darülbedayi», также занимала пост главного редактора. С 1941 года публиковалась в журнале «Perde ve Sahne» («Занавес и сцена»).

## Память
Именем актрисы названа улица в Бахчелиэвлере.